# Sina ash-Shamaliyya

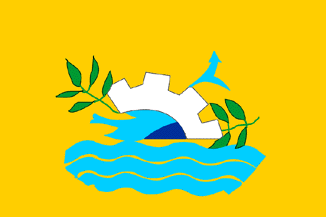
Guvernementets flagga

Lägeskarta

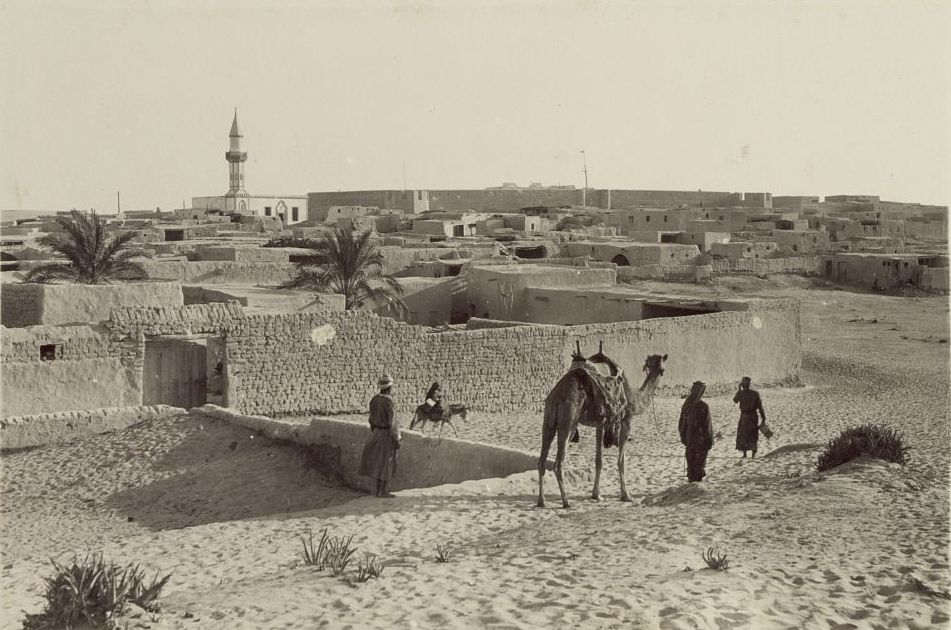
historisk bild Al-'Arīsh (ca 1916)

Guvernementet Sina ash-Shamaliyya (arabiska: محافظة شمال سيناء, Muhafazat Shamal Sina, Norra Sinai guvernement) är ett av Egyptens 27 muhāfazāt (guvernement). Guvernementet ligger på den norra delen av Sinaihalvön landets östra del (Nedre Egypten) vid Medelhavets kust och gränsar mot Gazaremsan.

## Geografi
Guvernementet har en yta på cirka 27 564 km²med cirka 0,5 miljoner invånare. Befolkningstätheten är cirka 15 invånare/km².
Större delen av guvernementet utgörs av öken.

## Förvaltning
Guvernementets ISO 3166-2 kod är EG-SIN och huvudort är al-Arish. Guvernementet är ytterligare underdelad i 11 kism (distrikt).